# دیوید بیتهام
دیوید بیتهام نظریه‌پرداز اجتماعی‌ست.

## آثار
- دموکراسی چیست؟ (آشنایی با دموکراسی)، دیوید بیتهام، کوین بویل، شهرام نقش تبریزی (مترجم)، ناشر: ققنوس
- مشروع سازی قدرت، دیوید بیتهام، محمد عابدی اردکانی (مترجم)، ناشر: دانشگاه یزد، ۱۳۸۲
- دموکراسی: راهنمای نوآموز، دیوید بیتهام، حسین ملکوتی (مترجم)، مهدی مختاری (مترجم)، مرتضی نجابت خواه (مترجم)، عرفان شمس (مترجم)، هرمز یزدانی (مترجم)، رضا فنازاد (مترجم)، زوبین نصیری (مترجم)، محمدکاظم تقدیر (مترجم)، جعفر کوشا (زیرنظر)، ابوالفضل احمدزاده (ویراستار)، ناشر: مجد
- پرسش و پاسخ در باب آزادی، دموکراسی و جامعه مدنی، دیوید بیتهام | کوین بویل | رضا زمانی، ناشر : نشر ثالث، ۱۳۷۸
- دموکراسی و حقوق بشر، دیوید بیتام | محمد تقی دلفرزو، ناشر: طرح نو، ۱۳۸۳ ‍‍